# Egg
Egg (en español: huevo) es un videojuego perteneciente a la saga de Game & Watch lanzado el 9 de octubre de 1981.

## Modo de juego
En el juego, un zorro está fuera de un gallinero donde las gallinas están empollando huevos. Mientras esto sucede, los huevos caen por los lados del gallinero. El zorro, manejado por el jugador, debe coger los huevos que caen desde distintos puntos, siendo lanzados por unas gallinas. El jugador cuenta con tres vidas. Si un huevo cae, el jugador pierde una vida. Si se acaban todas las vidas el jugador pierde el juego.

## Otras apariciones
Este juego apareció entre la colección de Game & Watch Gallery 3. El estilo del juego era muy distinto al original.